# Doença não transmissível
As doenças não transmissíveis (DNT) ou como também são denominadas, as doenças e agravos não transmissíveis (DANT), envolvem um grupo bastante amplo, incluindo as doenças crônico-degenerativas (câncer, diabetes, doenças renais e reumáticas, dentre outras), as doenças cardiovasculares (doença isquêmica do coração, doenças cerebrovasculares e hipertensão), os agravos provocados por motivos externos (acidentes, violências, por exemplo) e transtornos mentais. No geral, o estilo de vida, a exposição a contaminantes, os fatores genéticos e os hábitos alimentares inadequados são os principais contribuintes para o desenvolvimento das doenças crônicas não transmissíveis .
Czeresnia , ao usar o conceito de Fabre , diz respeito ao fato de que, atualmente, é necessário romper o medo associado à velha concepção de contágio, como aconteceu com algumas doenças, como a hanseníase, a SIDA e a tuberculose. É preciso ampliar a busca por normas e leis que busquem definir direitos, deveres e argumentos para os indivíduos acometidos pelas doenças e agravos não transmissíveis, pois se trata de uma problemática multifatorial, ou seja, que envolve diversas causas, como física, social, econômica e ambiental. 
Em um encontro realizado no México em 2011 , membros da OMS e OPAS consideraram que para desenvolver uma estratégia abrangente de abordagem das doenças e agravos não transmissíveis é necessário o desenvolvimento de evidências sobre o real impacto socioeconômico destas sobre os sistemas de saúde. É importante, o Estado, portanto, avaliar a eficácia das diferentes formas de intervenção com o objetivo de definir prioridades locais e criar políticas públicas para diminuir o número de pessoas acometidas por essas doenças, que somente nas Américas atingem mais de 250 milhões de habitantes .                  

## Transmissível – Não Transmissível
A humanidade em distintos períodos históricos já presenciou grandes crises de mortalidade causadas por devastadoras epidemias e, aos poucos, desenvolveu estratégias para seu controle. Atribui-se ao Tucídides, 430 a.C. o relato da epidemia da peste em Atenas, seguida das idéias hipocráticas das constituições epidêmicas de Água, Ares e Lugares e das teorias do contágio a partir dos esporos ou partículas da doença de Girolamo Fracastoro (1478 - 1553) e Thomas Sydenham (1624 –1689). Thomas Sydenham, em On Epidemics, 1680, retomando as teorias hipocráticas, relacionou as epidemias à interação entre as qualidades físicas da atmosfera (sazonais) de dados intervalos de tempo a desordens peculiares dos corpos.

No entanto, o quadro na atualidade das epidemias mostram-se diferentes, em função, sobretudo, da transição epidemiológica.  Esse conceito diz respeito à redução da mortalidade por doenças infecciosas e parasitárias e, de outro lado, o aumento das causas crônicas degenerativas e agravos relacionados aos acidentes e violências (causas externas) . Tem-se retomado a ideia de constituição epidêmica, tal como foi descrita, de forma muito próxima à forma ecológica, agregando o conjunto de circunstâncias (geográficas, históricas, antropológicas, sociológicas) que condicionam ao surgimento das epidemias na contemporaneidade .

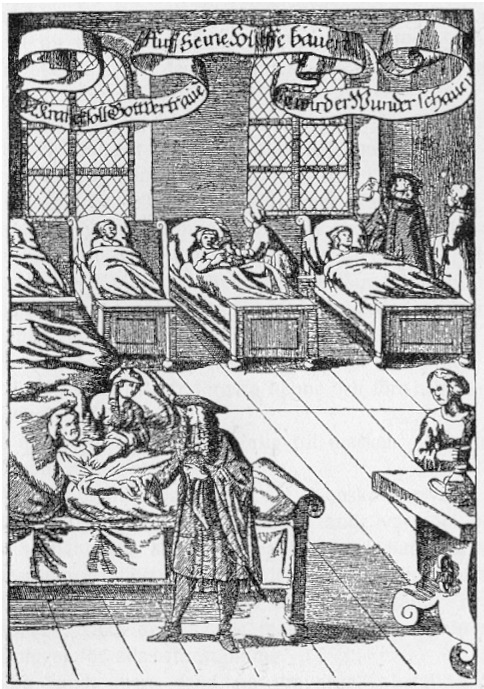
Hospital em Nuremberga, 1682.

## Classificação
As doenças e agravos não transmissíveis possuem múltiplas causas. Os processos crônico-degenerativos, geralmente associados aos problemas decorrentes do envelhecimento dos indivíduos, estão, em sua maioria, ligados a múltiplos fatores, principalmente os relacionados às interações entre meio ambiente, bem como a qualidade de vida e os fatores genéticos. Já os agravos provocados por razões externas, como as violências e acidentes, estão mais ligados às precárias condições na vida urbana, assim como problemas socioeconômicos.
Exemplos de doenças e agravos não transmissíveis incluem hipertensão, diabetes, doenças cardiovasculares (arteriosclerose), neoplasias, doenças respiratórias crônicas (asma), doenças renais (insuficiência renal crônica), doenças musculoesqueléticas (reumatismo, artropatias), problemas de saúde mental, doenças dos órgãos sensoriais e doenças dentárias e periodontais.  
Como assinala Mendes, 2010 ,  às condições crônicas envolvem uma série de circunstâncias multifatoriais, como as doenças crônicas não transmissíveis (DCNT) ligadas à alimentação e estilo de vida (diabetes, doenças cardiovasculares e metabólicas) e a fatores ambientais e genéticos (câncer, doença respiratória crônica); envolvem as condições ligadas à maternidade e ao período perinatal (acompanhamento das gestantes e a atenção perinatal, às puérperas e aos recém-natos); condições ligadas à manutenção da saúde por ciclos de vida (puericultura e monitoramento da capacidade funcional das pessoas idosas); os distúrbios mentais de longo prazo como assinalados acima, dando enfoque na deficiência intelectual, associados ou não às deficiências físicas e estruturais contínuas (amputações, cegueiras, deficiências motoras persistentes); as doenças bucais e envolvem, também, as doenças infecciosas persistentes (hanseníase, tuberculose, HIV/AIDS, hepatites virais, por exemplo).

## Doenças crônicas não transmissíveis (DCNT)
A OMS inclui no grupo das doenças crônicas não transmissíveis: o diabetes mellitus, doenças respiratórias crônicas, neoplasias, doenças cerebrovasculares e cardiovasculares. As doenças crônicas não transmissíveis (DCNT) são caracterizadas por uma etiologia múltipla e complexa, de origem não infecciosa, longo período de duração, ligada a fatores de risco não modificáveis (genética, sexo, idade) e fatores de risco comportamentais ou modificáveis (sedentarismo, consumo excessivo de álcool, tabagismo, alimentação inadequada).
Os riscos de desenvolvimento das doenças crônicas são influenciados por fatores sociais, ambientais, culturais e condições de vida, como a pobreza, a falta de acesso a uma alimentação saudável e a cuidados básicos de saúde, indisponibilidade de espaço público para prática de exercícios físicos, condições de trabalho e riscos atrelados. Desse modo, é preciso uma estratégia ampla para a prevenção e tratamento por parte dos serviços de saúde .

### Fatores de risco associados à alimentação
Houve uma mudança nos padrões alimentares da população brasileira ao longo das últimas décadas, com a diminuição do consumo de alimentos in natura e minimamente processados (frutas, verduras e legumes) e o aumento do consumo de alimentos ultraprocessados . Alimentos ultraprocessados são ricos em açúcar livre e gorduras não saudáveis e têm menor quantidade de fibras e micronutrientes do que alimentos in natura e minimamente processados, podendo levar ao desenvolvimento de enfermidades, como a diabetes tipo 2. O aumento do consumo de alimentos ultraprocessados está, também, diretamente ligado à piora da qualidade da alimentação, bem como estão associados ao desenvolvimento de sobrepeso e obesidade, agravantes para o desenvolvimento das DCNTs .
O consumo de alimentos com alto valor de gorduras saturadas e gorduras trans estão ligados ao desenvolvimento das doenças cardíacas. A ingestão elevada de sal no Brasil, proveniente, principalmente, do uso direto de sal e temperos a base de sal em alimentos e do consumo de produtos ultraprocessados, também é uma das causas do desenvolvimento de problemas cardiovasculares, como hipertensão, acidente cerebrovascular e doença arterial coronariana em adultos. O consumo de sal indicado pela OMS é de 5g/dia, quase metade do que consumo médio do brasileiro que é de 9,3g/dia . 

### Estratégias de enfrentamento
O consumo diário de frutas, legumes e verduras como fontes de fibras se mostrou como um importante aliado para ajudar na regulação do colesterol, diminuir a chance do desenvolvimento de alguns tipos de câncer do aparelho digestivo e doenças circulatórias e o aumento da variedade de alimentos in natura ou minimamente processados na alimentação podem diminuir as chances de desenvolver as DCNTs, principalmente as ligadas à má alimentação, como diabetes e hipertensão.

Além disso,  recentemente foi aprovado uma resolução de Diretoria Colegiada – RDC nº 429 e Instrução Normativa nº 75, publicadas em outubro de 2020 , da Agência Nacional de Vigilância Sanitária, ANVISA, que estabelece um novo modelo de embalagem a ser implementado, ainda em 2022, cuja visualização dos teores de açúcares, gorduras saturadas e sódio devem ser colocados em evidência na embalagem. Tal formato é importante pois facilitará ao consumidor o entendimento de que aquele produto pode ter grandes quantidades de determinado aditivo, como açúcar.  Outras ações como impostos e regulação no ambiente escolar e em outros ambientes, com o objetivo de reduzir a oferta e demanda destes produtos ultraprocessados são importantes para promover a prática alimentar saudável baseada na utilização de alimentos in natura e minimamente processados e diminuindo o consumo de ultraprocessados. Essa medida se mostra como uma importante ferramenta para o controle das DCNTs .   

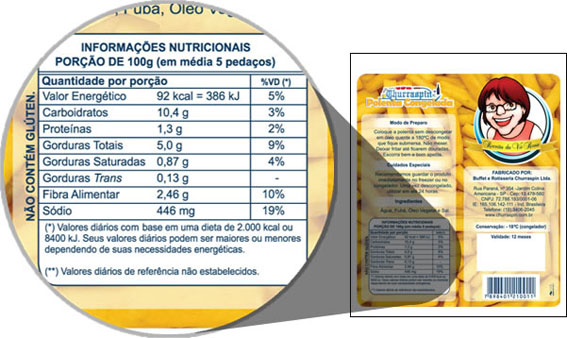
Modelo antigo de rotulagem usado no Brasil.

Novo modelo de rótulo para melhor visualização dos aditivos, como os açúcares, nas embalagens, previsto para ser implementado no Brasil em 2022.
Novo modelo de rótulo para melhor visualização dos aditivos, como o sódio, nas embalagens, previsto para ser implementado no Brasil em 2022.
Novo modelo de rótulo para melhor visualização dos aditivos, como as gorduras saturadas, nas embalagens, previsto para ser implementado no Brasil em 2022.

O Ministério da Saúde lançou em 2011 o Plano de Ações Estratégicas para o Enfrentamento das DCNT, 2011-2022 para promover a ação de políticas públicas para conseguir enfrentar esse problema de saúde pública no país, baseado em práticas sustentáveis e em evidências para o controle das DCNT. Em escala global, a OMS aprovou, em 2013, o Plano de Ação para a Prevenção e Controle das DCNT, que envolvem opções de políticas a serem implementadas coletivamente para alcançar progressos, como a redução das DCNTs, até 2025, sendo uma das mais importantes agendas multilaterais para enfrentar essa enfermidade. Sendo assim, múltiplos agentes são necessários para conter a disseminação desenfreada das doenças crônicas não transmissíveis no mundo e em território brasileiro .